# 弗洛达尔·尚多尔
弗洛达尔·尚多尔（匈牙利語：Wladár Sándor，1963年7月19日—），匈牙利男子游泳运动员，主攻仰泳。他曾代表匈牙利参加1980年夏季奥林匹克运动会游泳比赛，获得男子200米仰泳金牌。